# SMS König Wilhelm (1868)
König Wilhelm var det største af de tre store panserskibe, der blev bestilt af Preussen til den flåde, der skulle beskytte kysterne i det nyoprettede nordtyske forbund. Forbundet havde ikke selv værftskapacitet og ekspertise til at bygge panserfregatter, så de blev bestilt i England og Frankrig. Da det tyske kejserrige blev dannet i 1871, fulgte de med over i den kejserlige flåde. Skibets navn refererer til den regerende preussiske konge, Wilhelm 1., og understreger dermed også Preussens absolutte lederskab af forbundet.

## Konstruktionen
Skibet blev oprindeligt bestilt i England til den tyrkiske flåde og skulle have haft navnet Fatikh, men kontrakten blev i 1867 overtaget af det nordtyske forbund. Det var et af periodens største panserskibe og blev bygget i London efter tegninger udarbejdet af Edward Reed, der var chefkonstruktør for Royal Navy. Som de fleste af tidens øvrige panserskibe var det udstyret med vædderstævn, og artilleriet var samlet i et centralt batteri midtskibs.

## Tjeneste
I 1869 var de tre tyske panserskibe Friedrich Carl, König Wilhelm og Kronprinz for første gang sammen på øvelsessejlads i Østersøen. I 1870 var de tre skibe på et længere togt og anløb blandt andet Azorerne. Eskadren blev ledet af flådechefen prins Adalbert, der var sønnesøn af den preussiske kong Frederik Wilhelm 2. Da der midt under turen kom melding om, at det trak op til krig mellem de tyske stater og Frankrig, måtte eskadren haste hjem for at undgå den langt større franske flåde, og skibene nåede tilbage til flådebasen ved Wilhelmshaven den 16. juli 1870 – tre dage før krigens udbrud.
I 1878 blev effekten af vædderstævnen demonstreret på uheldig vis, da König Wilhelm og panserskibet Grosser Kurfürst ud for Folkestone i England forsøgte at undvige et mindre skib med det resultat, at Grosser Kurfürst blev vædret og sendt til havets bund med 284 mand af sin besætning.
I 1895-96 blev det gamle panserskib genstand for en omfattende ombygning og fik blandt andet nye kanoner samtidig med, at rigningen blev erstattet med militærmaster. König Wilhelm blev herefter klassificeret som panserkrydser, selv om skibet egentlig var for langsomt til denne betegnelse.
I 1904 ophørte tjenesten som krigsskib, og König Wilhelm blev først brugt som logiskib i Kiel. Da den tyske flådes nye akademi åbnede i Mürwik ved Flensborg, blev skibet flyttet hertil og brugt som stationært øvelssesskib, indtil det blev solgt og ophugget i 1921.